# Ley Nacional para la Conservación Histórica de 1966
La Ley Nacional para la Conservación Histórica de 1966 (en inglés, National Historic Preservation Act; Public Law 89-665) es una ley de los Estados Unidos destinada a preservar los lugares históricos y arqueológicos del país. La ley creó el Registro Nacional de Lugares Históricos («National Register of Historic Places»), la lista de hitos históricos nacionales («National Historic Landmarks») y la Oficina de Preservación Histórica del Estado («State Historic Preservation Office», SHPO) y el Consejo Asesor de Preservación Histórica («Advisory Council for Historic Preservation», ACHP).
Tramitada como proyecto de ley del Senado 3035, la Ley de Preservación Histórica Nacional fue firmada por el presidente Lyndon B. Johnson y convertida en ley el 15 de octubre de 1966, y es la legislación de mayor alcance jamás promulgada en los Estados Unidos sobre preservación. Desde entonces se han introducido varias modificaciones. Entre otras cosas, la ley exige que las agencias federales encargadas de evaluar el impacto de todos los fondos federales o proyectos autorizados en propiedades históricas (edificios, sitios arqueológicos, etc) deban de hacerlo a través de un proceso conocido como Revisión de la Sección 106 («Section 106 Review»).
Con la reunión cuatro veces al año, el Consejo Asesor de Preservación Histórica consta de veinte miembros de los sectores público y privado, con la «cabeza» generalmente nombrada por el presidente.
El papel del Consejo es asesorar al Presidente y al Congreso en materia de preservación histórica para desarrollar las políticas y directrices de gestión de los conflictos de las agencias federales y participar en el proceso de Revisión de la Sección 106.
El Registro Nacional de Lugares Históricos, supervisado por el Servicio de Parques Nacionales, es la lista oficial que lista los distritos, lugares, edificios, estructuras y objetos dignos de preservación. Para poder ser elegibles para su inclusión en el Registro Nacional una propiedad debe cumplir con uno de los cuatro criterios y tener suficiente integridad. El hecho de que una propiedad están listadas en o son elegibles para la inclusión en el Registro Nacional, no significa que esas estructuras tendrán daños o podrían ser destruidas. Aunque si lo previene, sin embargo, estas propiedades aprobados califican para subvenciones, préstamos e incentivos fiscales.